# Rio dos Cedros
Rio dos Cedros es un municipio brasileño del estado de Santa Catarina. Tiene una población estimada al 2022 de 10 865 habitantes. Pertenece a la Región metropolitana del Valle de Itajaí.

## Toponimia
Rio dos Cedros, del portugués para río de Cedros, fue dado por los colonizadores por los grandes cedros de la localidad a orillas del río Itajaí-Açu.

## Historia
Colonizada por italianos de origen trentino, alentados por el Dr. Blumenau, los inmigrantes tiroleses entraron en el Valle de Itajaí a partir de 1875 y fundaron varias ciudades, como Timbó, Nova Trento, Rodeio y Rio dos Cedros.
Se creó el municipio de Rio dos Cedros el 28 de diciembre de 1961, separándose de Timbó.